# Monanthotaxis cauliflora
Monanthotaxis cauliflora là loài thực vật có hoa thuộc họ Na. Loài này được Thomas Ford Chipp miêu tả khoa học đầu tiên năm 1923 dưới danh pháp Popowia cauliflora.
Năm 1971 Bernard Verdcourt chuyển nó sang chi Monanthotaxis.

## Phân bố
Loài này là bản địa khu vực Cameroon, Cộng hòa Congo, Gabon, Nigeria, Cộng hòa Dân chủ Congo.